# 张庆春
张庆春（1910年—1970年），河北深泽人，中华人民共和国政治人物。
担任中国财贸工会全国委员会主席。1954年，当选第一届全国人民代表大会代表。